# Klaas Hübner
Klaas Hübner (* 16. Mai 1967 in Bad Harzburg) ist ein deutscher Politiker (SPD) und Unternehmer. Er war von 2007 bis 2009 stellvertretender Vorsitzender der SPD-Bundestagsfraktion. Seit 21. September 2010 ist er Sprecher des Managerkreises der Friedrich-Ebert-Stiftung. Er war auch Wirtschaftsberater von SPD-Chef Sigmar Gabriel.

## Leben und Beruf
Nach dem Abitur im Jahr 1986 absolvierte Hübner bei der Bank für Gemeinwirtschaft eine Ausbildung zum Bankkaufmann, die er 1988 abschloss. Anschließend studierte er Kultur- und Wirtschaftswissenschaft an der Universität Hamburg, brach sein Studium jedoch 1990 ab. Im Jahr 1991 ließ er sich in Neugattersleben als selbstständiger Unternehmer nieder. Zu seinen Firmen zählen u. a. die a-tec Anlagen- und Behältertechnik GmbH in Staßfurt, die LaCont Umwelttechnik GmbH in Engeln und die SNM Management GmbH in Neugattersleben.
Klaas Hübner ist verheiratet und hat vier Kinder.

## Partei
Hübner wurde schon als Schüler im Jahr 1983 Mitglied der SPD. Er war von Oktober 2004 bis 2006 stellvertretender Landesvorsitzender der SPD in Sachsen-Anhalt.

## Abgeordneter
Hübner war in den Jahren 2002 bis 2009 Mitglied des Deutschen Bundestages. Er gehörte hier seit Dezember 2005 dem erweiterten Vorstand der SPD-Bundestagsfraktion an. Seit dem 20. März 2007 war er stellvertretender Vorsitzender der SPD-Bundestagsfraktion mit Zuständigkeit für die Bereiche Verkehr, Bau und Stadtentwicklung, Aufbau Ost, Petitionen. Hübner war einer der Sprecher des Seeheimer Kreises. 
Klaas Hübner zog stets als direkt gewählter Abgeordneter des Wahlkreises Bernburg – Bitterfeld – Saalkreis in den Bundestag ein. Bei der Bundestagswahl 2005 erreichte er hier 36,1 % der Erststimmen. 
Hübner scheiterte bei der Bundestagswahl 2009 am 27. September im Bundestagswahlkreis Anhalt (Wahlkreis 72) beim Kampf um das Direktmandat mit 21,8 % der Erststimmen. Da er nicht über einen Platz auf Landesliste der SPD abgesichert war, schied er aus dem Bundestag aus.